# Gmina Gävle
Gmina Gävle (szw. Gävle kommun) – gmina w Szwecji, w regionie Gävleborg, siedzibą jej władz jest Gävle.
Pod względem zaludnienia Gävle jest 15. gminą w Szwecji. Zamieszkuje ją 92 081 osób, z czego 50,69% to kobiety (46 680) i 49,31% to mężczyźni (45 401). W gminie zameldowanych jest 3713 cudzoziemców. Na każdy kilometr kwadratowy przypada 57,41 mieszkańca. Pod względem wielkości gmina zajmuje 57. miejsce.